# Philipp Schörghofer
Philipp Schörghofer nació el 20 de enero de 1983 en Salzburgo (Austria), es un esquiador que ha ganado 1 Medalla en el Campeonato del Mundo (1 de bronce) y tiene 1 victoria en la Copa del Mundo de Esquí Alpino (con un total de 6 podiums).

## Resultados

### Juegos Olímpicos de Invierno
- 2010 en Vancouver, Canadá
  - Eslalon Gigante: 12.º
- 2014 en Sochi, Rusia
  - Eslalon Gigante: 18.º

### Campeonatos Mundiales
- 2009 en Val d'Isère, Francia
  - Eslalon Gigante: 14.º
- 2011 en Garmisch-Partenkirchen, Alemania
  - Eslalon Gigante: 3.º
- 2013 en Schladming, Austria
  - Eslalon Gigante: 8.º
- 2015 en Vail/Beaver Creek, Estados Unidos
  - Eslalon Gigante: 10.º

### Copa del Mundo

#### Clasificación general Copa del Mundo
- 2007-2008: 127.º
- 2008-2009: 46.º
- 2009-2010: 41.º
- 2010-2011: 41.º
- 2011-2012: 30.º
- 2012-2013: 39.º
- 2013-2014: 52.º
- 2014-2015: 69.º
- 2015-2016: 30.º

#### Clasificación por disciplinas (Top-10)
- 2010-2011:
  - Eslalon Gigante: 7.º
- 2011-2012:
  - Eslalon Gigante: 6.º
- 2012-2013:
  - Eslalon Gigante: 10.º
- 2015-2016:
  - Eslalon Gigante: 8.º

#### Victorias en la Copa del Mundo (1)

##### Eslalon Gigante (1)
| Fecha                | Lugar        |
| -------------------- | ------------ |
| 6 de febrero de 2011 | Hinterstoder |